# Zapovednik Daoerski
Zapovednik Daoerski (Russisch: Даурский заповедник; Daoerski zapovednik; "Daurisch natuurreservaat"), volledige naam Staatsnatuurbiosfeerreservaat Daoerski (Даурский государственный природный биосферный заповедник) is een strikt natuurreservaat in het zuidoosten van Kraj Transbaikal. Het gebied werd opgericht tot zapovednik op 25 december 1987 per decreet (№ 514/1987) van de Raad van Ministers van de Russische SFSR, met als doel de broedgebieden van zeldzame vogels te beschermen. Het reservaat heeft een oppervlakte van 497,65 km², verdeeld over negen clusters. Ook werd er een bufferzone van 1.732,01 km² ingesteld. In 1994 werd een overeenkomst getekend tussen Rusland, Mongolië en China voor het opzetten van een gezamenlijk grensoverschrijdend reservaat. In oktober 1997 werd Zapovednik Daoerski toegevoegd aan de lijst van biosfeerreservaten onder het Mens- en Biosfeerprogramma van UNESCO. Momenteel staat de zapovednik op de nominatielijst voor het verkrijgen van de status van Werelderfgoedmonument.

## Kenmerken
Zapovednik Daoerski is gelegen in de regio die bekendstaat als Daurië en bestaat uit verschillende geïsoleerde gebieden met onaangeraakte steppen, rotscomplexen en steppemeren, waaronder het Baroen-Torejmeer en Zoen-Torejmeer. Ook bevindt het het in de ecoregio de Daurische Bossteppe.

## Klimaat
De zapovednik ligt in een gebied met een streng landklimaat, gekenmerkt door grote temperatuursverschillen. De winters zijn ijzig koud, terwijl de zomers heet en droog zijn. De groeiperiode bedraagt 120 tot 150 dagen, maar de kans op vorst blijft aanwezig tot begin juni en kan in verband met de afkoeling in de herfst alweer inzetten in de tweede helft van augustus.

## Flora en fauna
In Zapovednik Daoerski zijn vijf soorten vissen, drie amfibieën, drie reptielen, 317 vogels en 48 zoogdieren vastgesteld. Er nestelen vijftien vogelsoorten die op de Rode Lijst van de IUCN staan, waaronder de zwaangans (Anser cygnoides), relictmeeuw (Ichthyaetus relictus), witnekkraanvogel (Grus vipio), monnikskraanvogel (Grus monacha) en grote trap (Otis tarda). Het Zoen-Torejmeer is bovendien een van de vier reguliere broedplaatsen van de relictmeeuw en is daarom van bijzonder beschermingsbelang voor de soort. Ter aanvulling op de bovenstaande bedreigde soorten leven hier ook jufferkraanvogels (Anthropoides virgo) en Mongoolse leeuweriken (Melanocorypha mongolica). Onder gunstige omstandigheden kan het aantal jufferkraanvogels hier in het najaar tussen de 20.000 à 30.000 individuen liggen, maar kan toenemen tot 42.000 individuen. Het aantal overwinterende Mongoolse leeuweriken kan oplopen tot maar liefst een half miljoen individuen, waarbij groepen van circa 50.000 individuen zijn vastgesteld. Daarnaast is het gebied belangrijk voor miljoenen trekvogels — met name voor de roodkeelstrandloper (Calidris ruficollis). Er wordt geschat dat er tijdens de trekperiode maximaal 150.000 individuen van deze soort het gebied aandoen, wat circa een derde van het totaalaantal individuen op de planeet is. Ze worden aangetrokken door de warme, voedselrijke steppemeren in het reservaat.
Zapovednik Daoerski is ook het enige gebied in Rusland waar de Mongoolse gazelle (Procapra gutturosa) permanent verblijft en zich voortplant. Het naburige in 2011 opgerichte federale natuurreservaat Dolina Dzerena (Nederlands: Vallei van de Mongoolse gazellen) voorziet in de bescherming van de trekroutes van de soort van en naar Mongolië. Andere zoogdieren die in het reservaat voorkomen zijn bijvoorbeeld de zeldzame tarbagan (Marmota sibirica), tolaihaas (Lepus tolai), Daurische fluithaas (Ochotona dauurica), steppevos (Vulpes corsac), steppebunzing (Mustela eversmanni) en manoel (Otocolobus manul).
Het park telt ongeveer 360 soorten vaatplanten en ruim 20 planten zijn opgenomen op de Russische rode lijst van bedreigde soorten, zoals de Iris tigridia (geen Nederlandse naam; Russisch: tijgeriris), Asparagus brachyphyllus (geen Nederlandse naam; Russische naam: kortbladige asperge) en de Tripogon chinensis (geen Nederlandse naam; Russisch: Chinese tripogon).

## Galerij

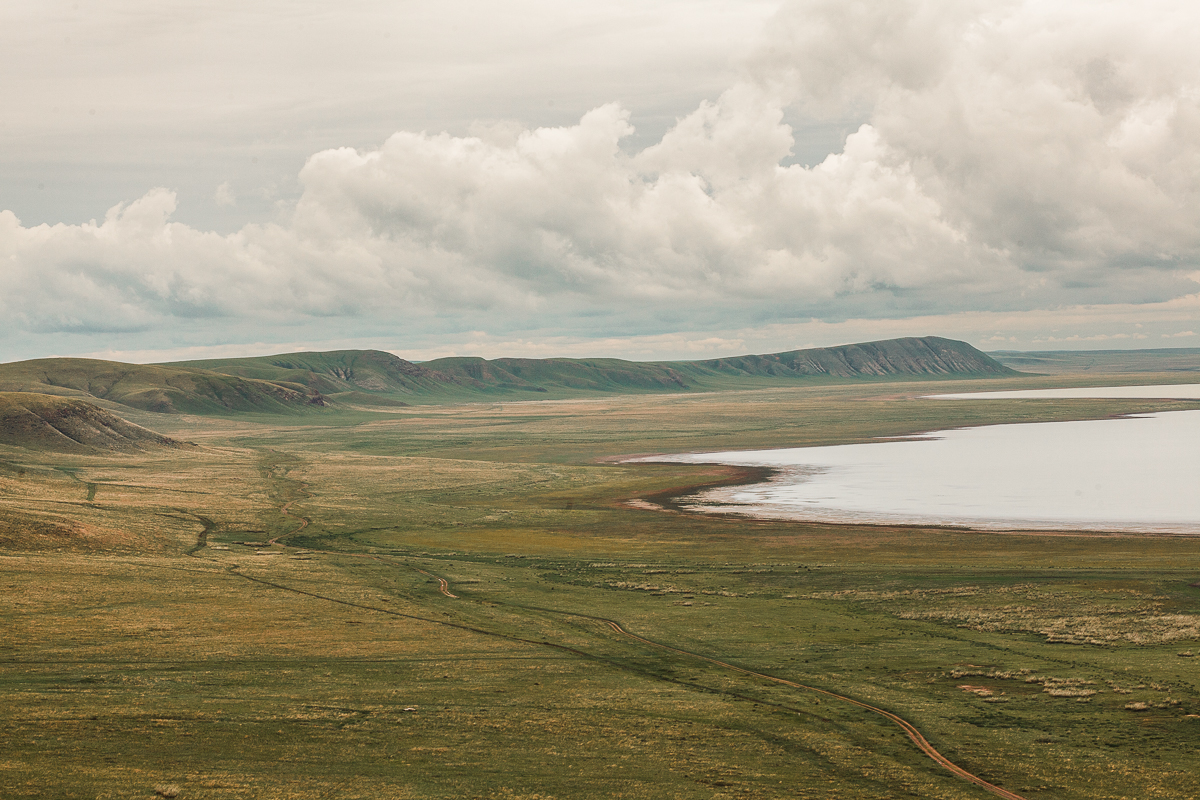
Heuvels te noorden van het Zoen-Torejmeer.
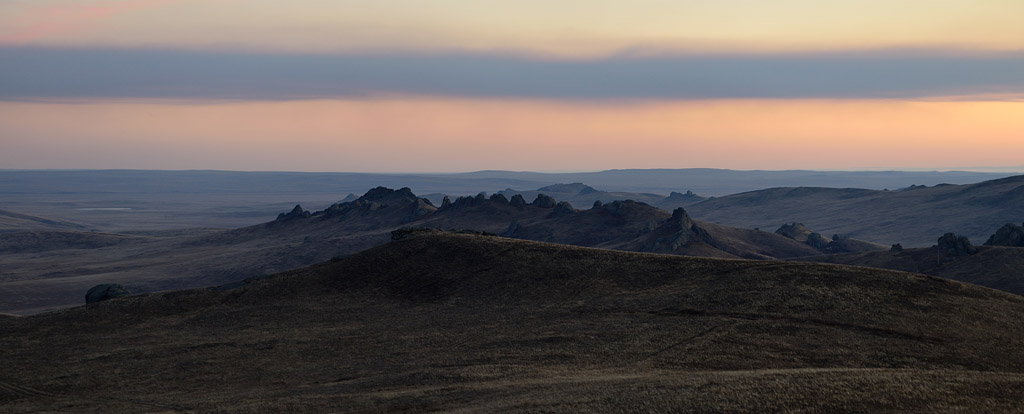
Zapovednik Daoerski
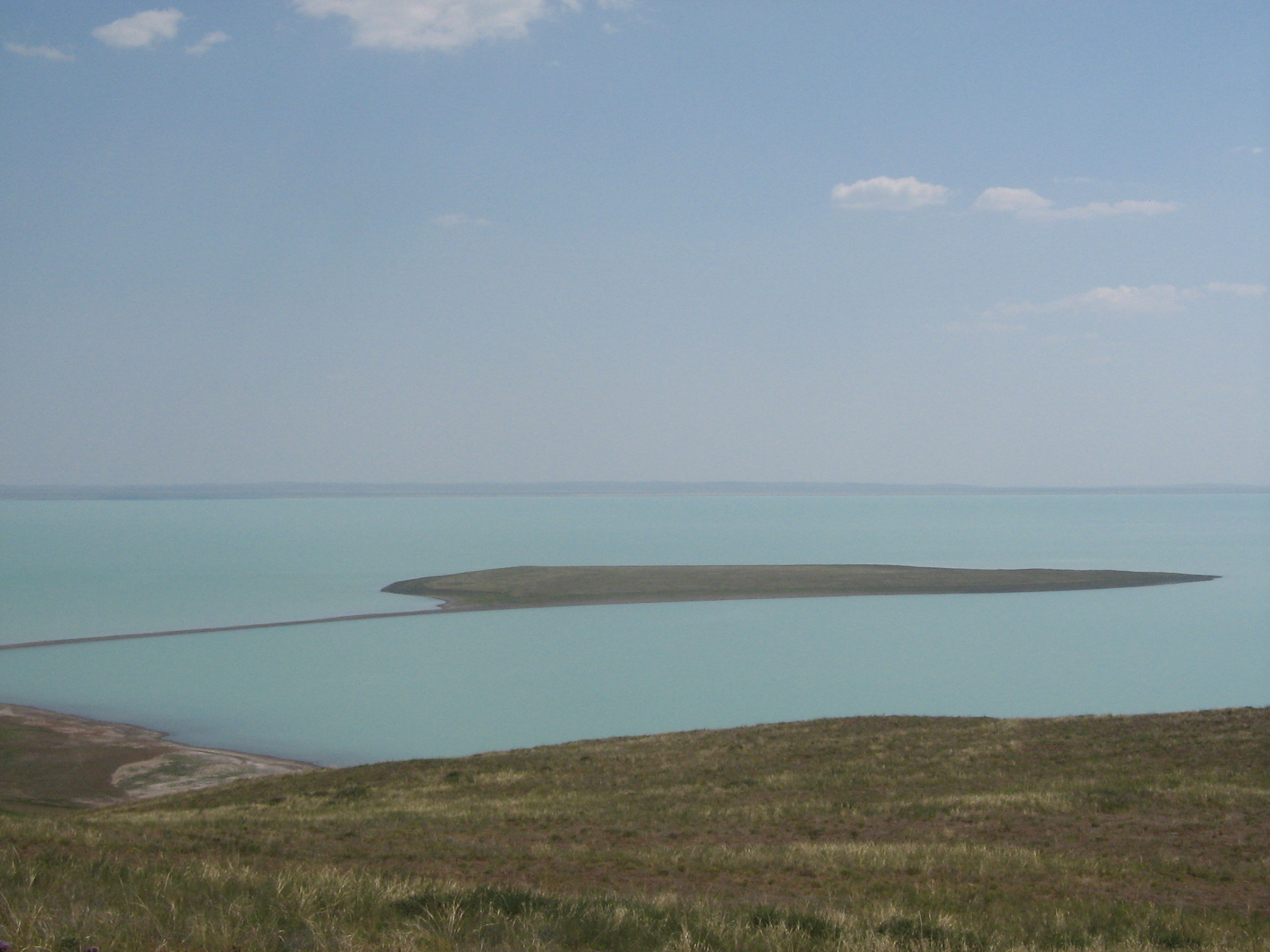
Zoen-Torejmeer
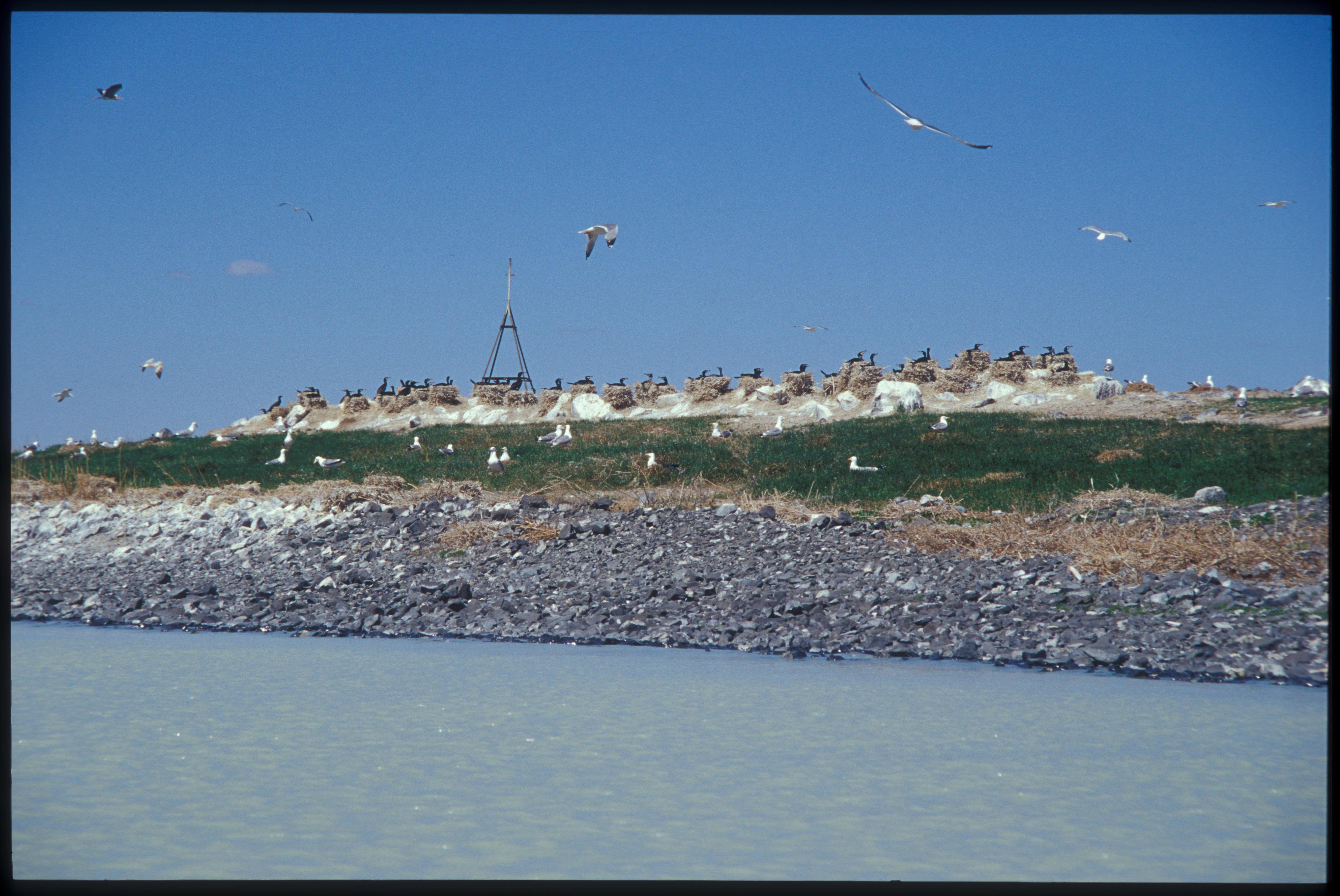
Aalscholver- en meeuwenkolonie.
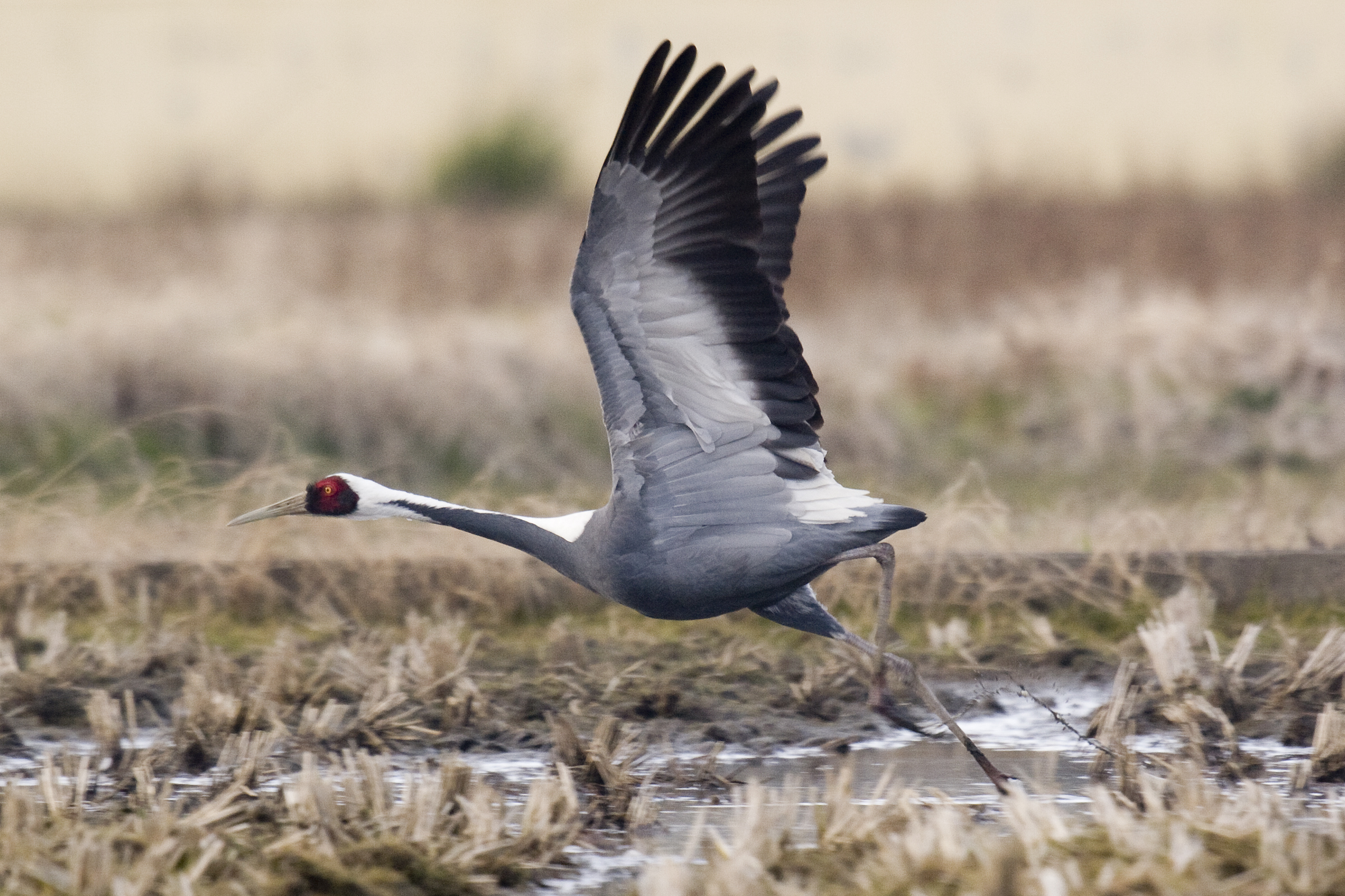
Witnekkraanvogel